# Elwood (Nebraska)
Elwood – wieś w Stanach Zjednoczonych, ośrodek administracyjny hrabstwa Gosper.